# Franz Mehring

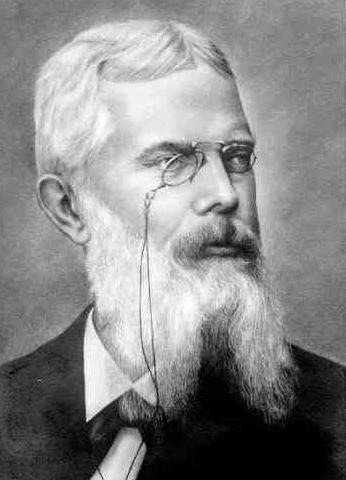
Franz Mehring

Franz Mehring (Schlawe, 27 februari 1846 - Grunewald bij Berlijn, 29 januari 1919) was een Duits marxistisch historicus, publicist en politicus.
Mehring werkte gedurende zijn gehele leven vooral in de journalistiek. Aanvankelijk was hij werkzaam bij burgerlijk-liberale bladen en kranten, in 1891 wisselde hij echter naar de sociaaldemocratische SPD. Vanaf 1916 hoorde hij met Karl Liebknecht en Rosa Luxemburg tot de kopstukken van de Spartacusbond.

## Studie
Mehring werkte enkele jaren voor het weekblad Die Neue Zeit, waarvoor hij ook vele malen het redactiecommentaar schreef. In 1866 begon Mehring met een studie geschiedenis en filologie in Leipzig. Hier maakte hij kennis met de oprichters van de SPD August Bebel en Wilhelm Liebknecht. In 1868 zette hij zijn studie voort in Berlijn en werkte er voor het dagblad Die Zukunft, een burgerlijk en liberaal blad. Hij raakte tussen 1871 en 1874 in heel Duitsland bekend door zijn activiteiten als parlementscorrespondent voor "Oldenberg'sche Korrespondenzbüro", voor wie hij verslag deed over de zittingen van de Rijksdag en Landdag.

## Frankfurter Zeitung
Zijn reputatie was dermate, dat Leopold Sonnemann hem vroeg te komen werken voor zijn beide Frankfurtse kranten Frankfurter Zeitung en Die Waage. Het waren progressief-liberale bladen. Sonnemann was een liberaal-democraat en bepleitte een verzoening tussen de burgerij en de arbeidersklasse als uitweg uit de polarisatie, die de samenleving beheerste. Het kwam desondanks tot een conflict tussen Mehring en Sonnemann. Van Mehring werd beweerd dat hij bijzonder opvliegend en snel gepikeerd raakte. Hij verliet diens redactie en trok naar Berlijn. Of het conflict met Sonnemann ontstond op grond van Mehrings beschuldigingen dat Sonnemann en andere redacteurs met hun berichtgeving de beurs uit winstbejag manipuleerden, is niet duidelijk. De beschuldigingen zijn nooit bewezen. Gedurende deze periode, in 1882, behaalde Mehring de doctortitel in Leipzig.

## Berliner Volkszeitung
In 1884 werd Mehring hoofdredacteur van de liberale Volkszeitung in Berlijn. In zijn commentaren trok hij ten strijde tegen de socialistenwet, die Von Bismarck door het parlement loodste. Zo werd Mehring de woordvoerder van de progressief liberale burgerij tegen Bismarcks politiek. Mehring werd echter in 1890 ontslagen, omdat hij de literatuurcriticus Franz Lindau publiekelijk te kijk zette. Lindau riep namelijk de Berlijnse theaters per brief op, zijn ex-geliefde Elsa von Schabelsky te boycotten. Vanwege Mehrings aanval op Lindau werd Mehring door de pers bekritiseerd. Hij werd ontslagen en hield er een rancune jegens de burgerlijke dagbladpers aan over. Hij rekende met de burgerlijke pers af in zijn boek Kapital und Presse. Ein Nachspiel zum Fall Lindau uit 1891.

## SPD en Spartacusbond
In 1891 trad Mehring toe tot de SPD. Hij begon regelmatig te publiceren in Der wahre Jacob. Na zijn overstap naar de SPD werd hij in 1902 hoofdredacteur van de socialistische Leipziger Volkszeitung. Tussen 1906 en 1911 onderwees hij met Rosa Luxemburg en Heinrich Cunow aan de partijschool van de SPD. Vanaf het begin van de Eerste Wereldoorlog raakte Mehring toenemend in conflict met het revisionisme van de sociaaldemocraat Eduard Bernstein. Hij bepleitte meer buitenparlementaire acties dan het partijbestuur lief was en wees de oorlogskredieten (samen met Liebknecht) af. In 1916 sloot hij zich aan bij de Spartacusbond en behoorde tot de kopstukken van de beweging. Vanwege de oprichting van de Spartacusbond werd Mehring tot vier maanden gevangenisstraf veroordeeld. Nadat Karl Liebknecht wegens zijn arrestatie zijn parlementsmandaat verloor, kandideerde hij als vervanger. Hij won diens mandaat in de landdag van Pruisen, maar niet in de Rijksdag.

## Historicus
Als historicus is Mehring van belang vanwege zijn Geschichte der deutschen Sozialdemokratie, een van de eerste werken over de geschiedenis van de arbeidersbeweging in Duitsland. Zijn boek Lessing-Legende uit 1892 is een goed voorbeeld van een historisch materialistische geschiedschrijving.
Franz Mehring stierf als gevolg van een longontsteking in het sanatorium in het huidige Berlijnse stadsdeel Grunewald en ligt begraven op het Berlijnse "socialistenkerkhof" Friedrichsfelde in het gelijknamige stadsdeel.

## Werk
- Kapital und Presse. Ein Nachspiel zum Fall Lindau (1891)
- Die Lessing-Legende (1892)
- Geschichte der deutschen Sozialdemokratie (1897/98)
- Weltkrach und Weltmarkt, in: Vorwärts (1900)
- Eine Geschichte der Kriegskunst (1908)
- Deutsche Geschichte vom Ausgang des Mittelalters (1910/11)
- Karl Marx. Geschichte seines Leben (1918); Nederlandse vertaling door Jan Romein (1923): Karl Marx : Geschiedenis van zijn leven

- Bibsys: 90105188
- Biblioteca Nacional de Chile: 000205352
- Biblioteca Nacional de España: XX1142457
- Bibliothèque nationale de France: cb11915448c (data)
- Catàleg d'autoritats de noms i títols de Catalunya: 981058605506306706
- CiNii: DA01680840
- Gemeinsame Normdatei: 118579975
- International Standard Name Identifier: 0000 0001 0797 0972
- Library of Congress Control Number: n50013915
- Nationale Bibliotheek van Letland: 000067981
- Bibliotheek van het Japanse parlement: 00449680
- Nationale Bibliotheek van Tsjechië: jo20000080636
- Nationale bibliotheek van Australië: 35345079
- Nationale Bibliotheek van Israël: 987007265094505171
- Nationale Bibliotheek van Polen: a0000002855266
- Nationale en Universitaire bibliotheek Zagreb: 000070039
- Nederlandse Thesaurus van Auteursnamen: 070763984
- Réseau des bibliothèques de Suisse occidentale: 02-A000112674
- Istituto Centrale per il Catalogo Unico: BVEV000163
- SNAC: w6w68xqk
- Système universitaire de documentation: 027021491
- Trove: 919577
- Virtual International Authority File: 4145857773523020185
- WorldCat: E39PBJqQyGG8wM79RwX9GH9CcP